# Световна конференция за разработчици на Епъл
Световната конференция на разработиците в Apple, често съкратено като WWDC, е конференция която се провежда всяка година в Калифорния от Apple Inc. Целта и е да покаже новите софтуери и технологии на Apple за разработчици. Броят на участниците обикновено варира между 2000 до 4200 разработчици, но въпреки това, по време на WWDC 2007 Стив Джобс отбеляза, че е имало над 5000 присъстващи. WWDC 2008-2012 бяха ограничени и се продават на 5000 присъстващи (5200 включително специалните участници).